# Lewis Sumpter Owings
Lewis Sumpter Owings (6 de setembro de 1820 – Denison 20 de agosto de 1875) foi um político, médico e empresário americano que serviu como governador provisório do Território de Arizona e governador em exílio do Território Confederado do Arizona.

## Início de vida
Lewis Owings nasceu em 1820 no condado de Roane. Mudou-se para o Arkansas e depois para o Texas, onde ajudou a fundar a cidade de Helena, servindo como o primeiro chefe dos correios. Em 1855, ele serviu na Câmara dos Deputados do Texas, mas não conseguiu ser reeleito, mudando-se para Mesilla, Novo México.

## Carreira política
Em 1860, Owings foi escolhido como Governador Provisório do "Território do Arizona" em uma convenção da organização em Tucson. A Convenção subsequentemente solicitou ao Congresso dos Estados Unidos o reconhecimento de seu governo, mas os conflitos iminentes da Guerra Civil Americana no leste distraíram a atenção de Washington do que era então um posto avançado de fronteira remota. Owings, no entanto, passou a desempenhar as funções oficiais de um governador no território em grande parte desorganizado e estabeleceu três empresas de milícias para proteger os residentes de ataques indígenas e contrabandistas de fronteiras.
Owings ocupou o cargo até 1 de agosto de 1861, quando o Território do Arizona foi formalmente reorganizado pela Confederação e declarado ao sul do 34º Paralelo pelo tenente-coronel John R. Baylor, que assumiu o governo. Em 1862, após a queda de Baylor e o confederado se retirar do território após a vitória da União em Glorietta Pass, Owings foi novamente nomeado governador do território e manteve o cargo no exílio em San Antonio até o final da Guerra Civil.
Depois da Guerra Civil Americana, foi para o Kansas e depois para Deninson onde serviu como prefeito.